# Santa Rosae

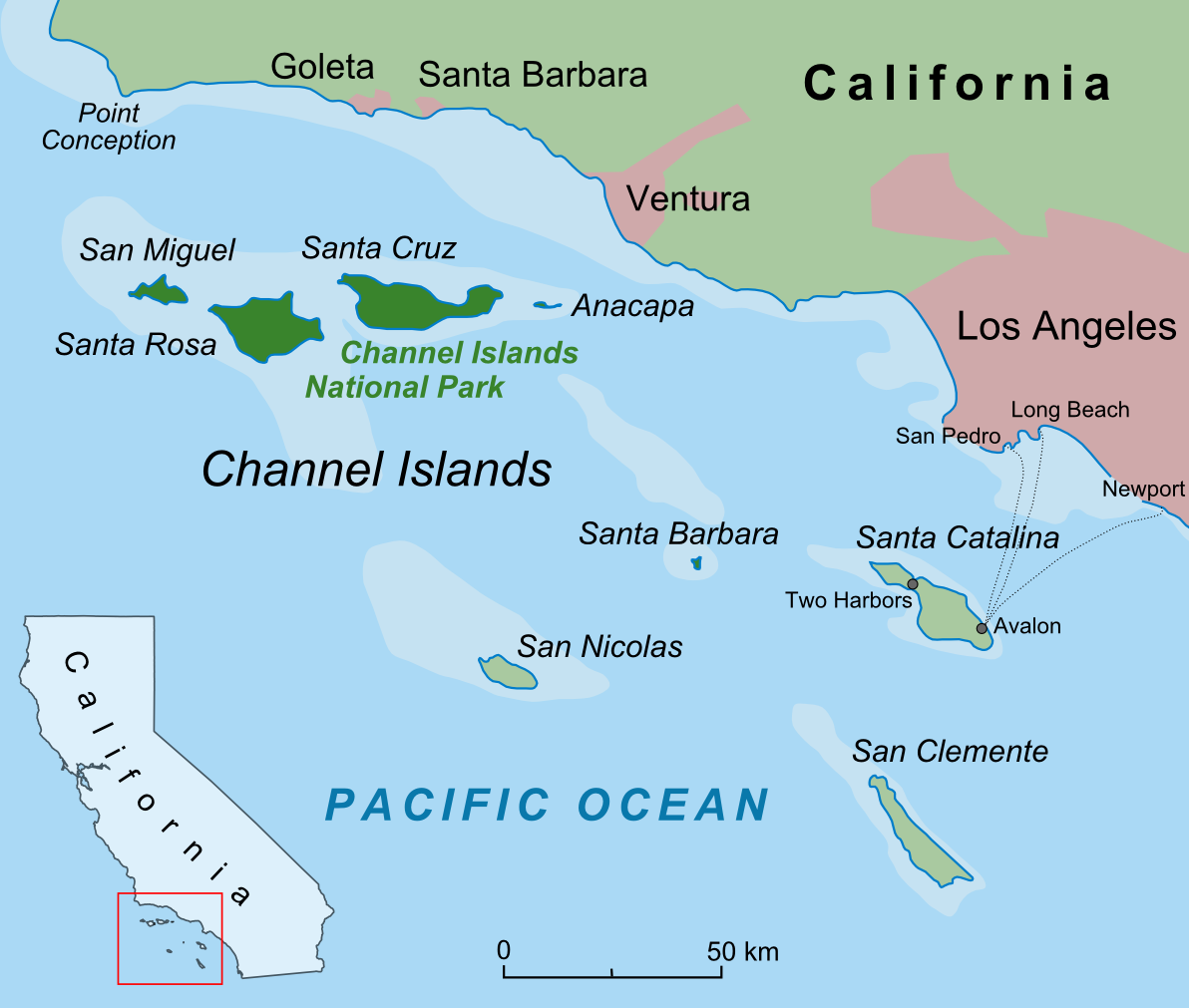
As Ilhas do Canal da Califórnia.

Santa Rosae era uma antiga massa terrestre ao largo do que é hoje o sul da Califórnia, perto do condado de Ventura e do condado de Santa Barbara, da qual as Ilhas do Canal da Califórnia são remanescências.
Antes do final da última glaciação, as quatro Ilhas do Canal da Califórnia mais setentrionais estavam ligadas numa única ilha contígua apenas a cerca de 7 km da costa continental. Com o derretimento das massas de gelo, a configuração acabou por ser a que hoje proporciona um arquipélago, quando o nível mar terá subido cerca de 120 m. Há indícios que sugerem uma ilha submersa, Calafia, entre Santa Rosae e o continente.
Santa Rosae é também conhecida por ter albergado uma população de mamutes-pigmeus (Mammuthus exilis), que se extinguiram há cerca de 12 000 anos, e pelo esqueleto com 13 000 anos do Homem de Arlington Springs, os mais antigos restos humanos descobertos na América do Norte.